# Alwac

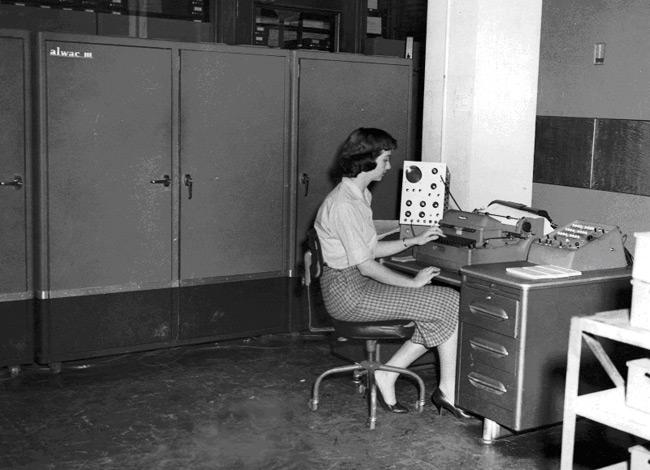
Programmeraren Irma Lewis arbetar med datorn Alwac III, 1959

Alwac var ett svenskägt, amerikanskt-svenskt kommersiellt datorföretag grundat av Axel Wenner-Gren år 1951 då Wenner-Gren var 70 år gammal. Själva namnet är en akronym för Axel Leonard Wenner-Gren Automatic Computer.

## Starten
Upprinnelsen till det amerikanska företaget var att Wenner-Gren startat ett tågföretag, Alweg som behövde signal- och kontrollsystem och han kontaktade då Glenn Hagen, med planer att datorisera Long Island Railroad som han köpt och avsåg trafikera med Alweg-tåg. Hagen övertygade Wenner-Gren att investera i datorutveckling då han ansåg att sådana behövdes för att sköta signalsystemet.
Företaget skapades först under namnet Logistics Research i Los Angeles, men bytte senare namn till Alwac Corporation.

## Produkterna
Den första datorn, Alwac II levererades i juni 1954 till marinens aerodynamiska laboratorium för vindtunnelprov. Datorerna var byggda av modulkort och använde ett trumminne som roterade 3500 varv i minuten.
Alwac III började levereras till kunder i december 1955 och kostade 60.000 USD. I samband med efterföljaren Alwac III-E (E stod för "Extension") fick Hagen sluta och ersattes som VD av Robert Watson-Watts. Efterföljaren skulle bli Alwac 800 men denna kom aldrig längre än till prototypstadiet och lades ner efter att Alwac Corporation hamnat på obestånd och år 1958 sålts till El-Tronics.

## Det svenska bolaget
Wenner-Gren hade emellertid år 1957 startat ett svenskt bolag, Alwac AB vilket ingick i koncernen ABN-bolagen under VD:n Bo Nyman som sålt Alwac III-E i Sverige och lyckats rekrytera Bengt Gunnar Magnusson, Gösta Lindberg och Tord Wikland. Nyman hade transporterat Alwac 800-prototypen från USA till Bollmora i Sverige. När det år 1958 stod klart att Alwac 800 aldrig skulle bli färdig och att allt ansvar flyttades till Sverige, men utan motsvarande resurser, lämnade de tre nyckelpersonerna bolaget.
Nyman hävdade dock att den amerikanska Alwac 800-prototypen färdigställts och förbättrats i Sverige och skulle lanseras under namnet Wegematic 1000 X. Denna visades upp på mässan Kontor 59 i form av en atrapp som inte fungerade. Senare förekom även namnet Wegematic 8000.
I oktober 1958 började emellertid Wegematic 1000 att serieproduceras. Denna var en svenskbyggd kopia av Alwac III-E och levererades från 1960 och framåt i ett tiotal exemplar till flera svenska företag och institutioner, bland annat blev detta den första elektroniska datorn på Chalmers tekniska högskola. Teknisk chef för denna utveckling var Lars Aronsenius från Matematikmaskinnämnden. Trumminnena tillverkades av Addo i Malmö. Planer på en vidareutvecklad Wegematic 1001 existerade också: denna skulle varit en version av Wegematic 1000 med transistoriserat kärnminne och planerna ska ha haft visst inflytande på maskinen TRASK.
Under 1961 sålde Bo Nyman ABN-bolagen tillbaka till Wenner-Gren och när denne dog samma år lades all datorverksamhet inom företagsgruppen ned. Lokalerna i Bollmora övertogs av Ericsson.